# Четрнаеста далматинска бригада
Четрнаеста далматинска бригада формирана је 28. јуна 1944. у Биовичином Селу код Кистања (Буковица), као Буковичка бригада. Бригада је формирана ради формацијске попуне 19. дивизије, јер је Седма далматинска ударна бригада 15. јуна ушла у састав 35. личке дивизије. У њен састав ушла су три батаљона Севернодалматинског НОП одреда и један. батаљон Книнског НОП одреда. Имала је штаб, 4 батаљона и приштапске јединице са укупно је 627 бораца, а до новембра је попуном досегла јачину од 2144 бораца. Била је у саставу 19. дивизије од оснивања до краја рата.
Четрнаеста далматинска бригада учествовала је борбама за ослобођење Бенковца септембра и октобра 1944. За време книнске операције бригада је ликвидирала немачку групацију која је покушала да се пробије из опкољеног Книна преко Зрмање у јужну Лику и том приликом заробила 714 немачких војника, запленила 13 топова, 12 тешких бацача и велику количину другог оружја и опреме.
Учествовала у мостарској операцији фебруара 1945. у офанзиви Четврте армије кроз Лику, Хрватско приморје, Горског Котара, и Истру. Ослободила је Кореницу и Оточац. Са два батаљона 6. бригаде уништила је непријатељеву колону и заузела Нови Винодолски. На висовима северно од Ријеке водила је интензивне борбе при освајању утврђених положаја немачког 97. корпуса.
Четрнаеста далматинска бригада одликована је Орденом заслуга за народ са златном звездом.